# Александрівка (Матвієво-Курганський район)
Алекса́ндрівка (рос. Александровка) — село в Матвієво-Курганському районі Ростовської області Росії. Входить до складу Алексєєвського сільського поселення.

## Географія
Географічні координати: 47°38' пн. ш. 38°47' сх. д. Часовий пояс — UTC+4.
Відстань до районного центру, селища Матвієв Курган, становить 10 км. Через село протікає річка Кринка.

### Урбаноніми
- вулиці — 1-а Дачна, 2-а Дачна, 3-я Дачна, Горького, Калініна, Комарова, Комсомольська, Космонавтів, Молодіжна, Московська, Набережна, П'ятихатки[2].

## Населення
За даними перепису населення 2010 року на території села проживало 759 осіб. Частка чоловіків у населенні складала 47% або 357 осіб, жінок — 53% або 402 особи.

## Видатні уродженці
- Кучеренко Віра Прокопівна — Герой Соціалістичної Праці.